# Phragmatobia modesta
Phragmatobia modesta là một loài bướm đêm thuộc phân họ Arctiinae, họ Erebidae.